# Старомуштинский сельсовет
Старомуштинский сельсове́т — упразднённая в 2008 году административно-территориальная единица и сельское поселение (тип муниципального образования) в составе Краснокамского района. Почтовый индекс — 452949. Код ОКАТО — 80237855000. Объединён с сельским поселением Староянзигитовский сельсовет в Новоянзигитовский сельсовет.

## Состав сельсовета
село Старая Мушта — административный центр, деревня Уртаул

## История
Закон Республики Башкортостан от 19.11.2008 N 49-з «Об изменениях в административно-территориальном устройстве Республики Башкортостан в связи с объединением отдельных сельсоветов и передачей населённых пунктов», ст.1 п.30) б) гласил:

 "Внести следующие изменения в административно-территориальное устройство Республики Башкортостан:
 объединить Старомуштинский и Староянзигитовский сельсоветы, присвоив наименование «Новоянзигитовский».
Включить село Старая Мушта, деревню Уртаул Старомуштинского сельсовета, село Староянзигитово, деревни Бачкитау, Новый Янзигит, Янаул
Староянзигитовского сельсовета в состав Новоянзигитовского сельсовета.
Установить административный центр Новоянзигитовского сельсовета в деревне Новый Янзигит.

Утвердить границы Новоянзигитовского сельсовета согласно представленной схематической карте.

Исключить из учётных данных Старомуштинский и Староянзигитовский сельсоветы 

## Географическое положение
На 2008 год граничил с городом Нефтекамск, с Илишевским районом, с муниципальными образованиями: Староянзигитовский сельсовет, Шушнурский сельсовет, Новокаинлыковский сельсовет («Закон Республики Башкортостан от 17.12.2004 N 126-з (ред. от 19.11.2008) „О границах, статусе и административных центрах муниципальных образований в Республике Башкортостан“»).

## География
оз. Чушня, р. Белая, Кунь.